# Mordellistena semiferruginea
Mordellistena semiferruginea is een keversoort uit de familie spartelkevers (Mordellidae). De wetenschappelijke naam van de soort is voor het eerst geldig gepubliceerd in 1911 door Reitter.